# Frank McLaury
Frank McLaury, född 3 mars 1848, död 26 oktober 1881, var en cowboy och revolverman i Vilda Västern. Deltog i revolverstriden vid O.K. Corral 1881, där han dödades.